# Rosalinda (telenovela messicana)
Rosalinda è una telenovela messicana trasmessa su Las Estrellas dal 1º marzo al 18 giugno 1999.

## Personaggi
- Rosalinda Pérez Romero/Rosalinda del Castillo de Altamirano/Paloma Dοrantes, interpretata da Thalía
- Fernando José Altamirano del Castillo, interpretato da Fernando Carrillo
- Soledad Martha Romero, interpretata da Angélica María
- Doña Valeria del Castillo, interpretata da Lupita Ferrer
- Lucía "Lucy" Pérez Romero, interpretata da Adriana Fonseca